# 柔毛高原芥
柔毛高原芥（学名：Christolea villosa）为十字花科高原芥属下的一个种。

## 变种
宽丝高原芥（学名：Christolea villosa var. platyfilamenta）是十字花科高原芥属柔毛高原芥的变种。分布于中国大陆的甘肃、青海等地，生长于海拔4,200米的地区，常生长在山顶及山坡。

## 扩展阅读
- 維基物種上的相關：柔毛高原芥